# 里基·雷·雷克托
里基·雷·雷克托（英语：Ricky Ray Rector，1950年1月12日—1992年1月24日），美国谋杀犯，1992年1月24日处以注射死刑。

## 犯罪过程
1980年3月21日，里基·雷·雷克托与朋友前往酒吧，其间因一名朋友无法支付3美元而被工作人员拒绝入内。雷克托恼怒之下使用一支.38口径手枪向人群射击，造成一人死亡，随后一名试图逮捕雷克托的警官亦遭到枪杀。

## 审判
1992年1月24日，里基·雷·雷克托因涉嫌双重谋杀被处以死刑，他的最后一餐如下：一块牛排、一份炸鸡、一杯樱桃味的“酷爱”（Kool-Aid）饮料以及胡桃派。